# Crónicas de Froissart

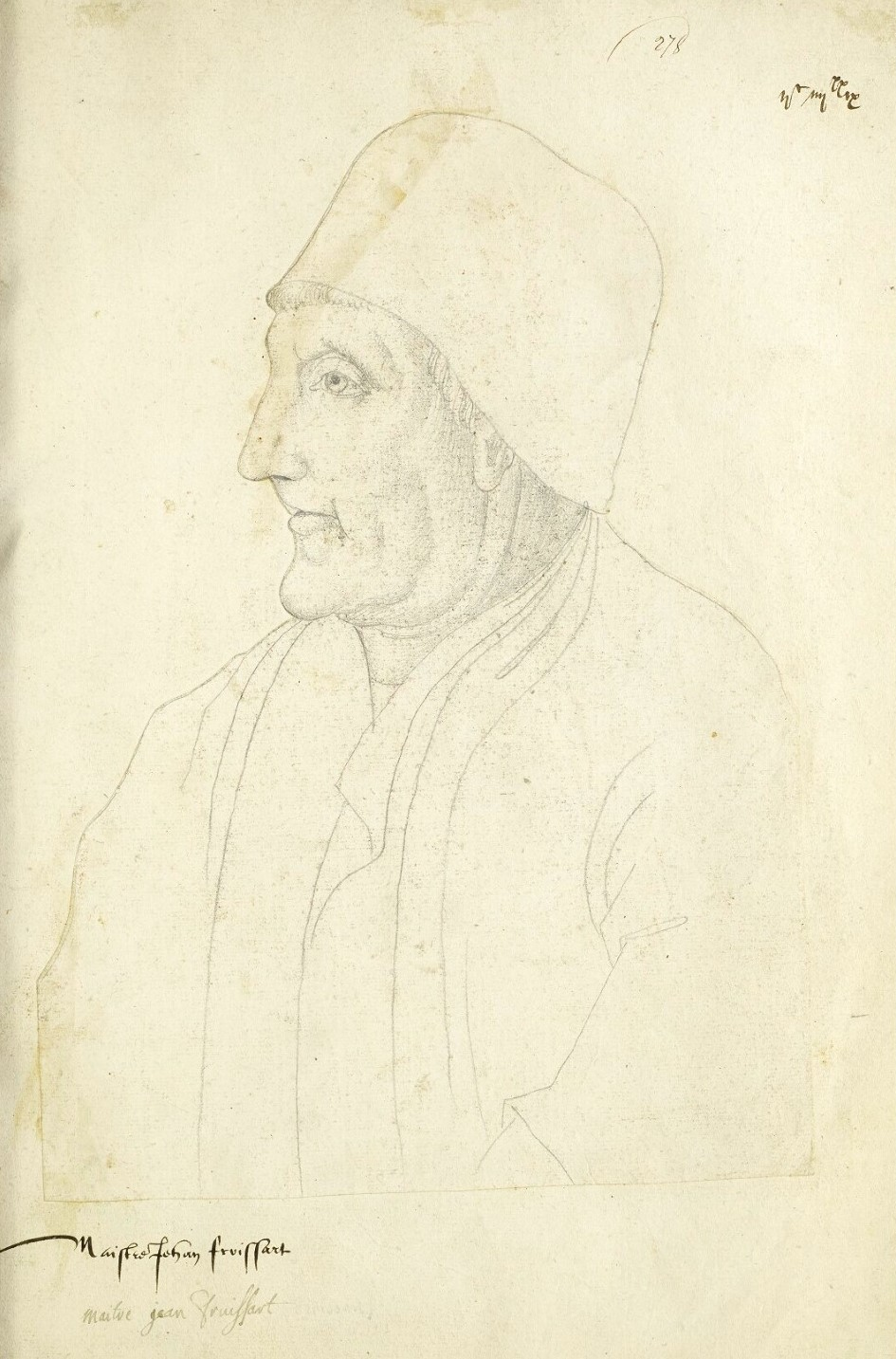
Jean Froissart. Retrato de Jacques Le Boucq,.

Las Crónicas de Froissart (en francés: Chroniques de Jehan Froissart) son un conjunto de crónicas escritas en francés por Jean Froissart, relatando la Guerra de los Cien Años, desde el reinado de Eduardo III de Inglaterra hasta el año 1400. Durante siglos, han sido reconocidas como la mejor expresión del renacimiento caballeresco del siglo XIV inglés y francés.

## Contexto
Froissart escribió primero una crónica de rimas para Felipa de Henao, actualmente considerada perdida, que le fue regalada a la reina en 1361 o 1362. Él comenzaría el Libro I de sus crónicas posiblemente después de 1369, debido a la insistencia de Roberto de Namur. Su principal fuente para los escritos más antiguos contenidos en las crónicas provinieron de las Vrayes Chroniques de Jean Le Bel, desde las cuales copiaría varias partes. Le Bel había escrito su crónica para Jean, señor de Beaumont, cuyo nieto Guy II, Conde de Blois, sería el principal promotor del Libro II de Froissart.
Las propias vivencias de Froissart, sumado a las de varios testigos oculares, suplieron muchos de los detalles de los libros más tardíos. Aunque Froissart probablemente nunca estuvo en una batalla, él visitó Sluis en 1386 para ver los preparativos de la invasión inglesa. También estuvo presente en otros eventos de importancia, como el bautismo de Ricardo II de Inglaterra.
El Libro II fue completado en 1388, y es completamente obra de Froissart. El Libro III fue finalizado en 1390, y el IV en 1400.

## Sinopsis

### Libro I (1322-1377)
| - Eduardo II de Inglaterra depuesto y ascensión al trono de Eduardo III. - Ejecución de Hugo Despenser el Joven. - Batalla de Sluys. - Batalla de Crécy. - El sitio de Calais. - Batalla de Neville's Cross. | - Batalla de Winchelsea. - Batalla de Poitiers. - Revuelta de mercaderes en París, liderada por Étienne Marcel. - La Grande Jacquerie. - La muerte del rey Juan II de Francia. - Fin del reinado de Eduardo III. |  |

### Libro II (1376-1385)
- El Cisma de Occidente.
- Rebelión de Wat Tyler.
- Batalla de Roosebeke.
- Matrimonio de Carlos VI de Francia e Isabel de Baviera-Ingolstadt.

### Libro III (1386-1388)
- Preparativos franceses para una abortada invasión inglesa.
- Final juicio por combate en la corte francesa entre Jean de Carrouges y Jacques Le Gris.
- Ricardo II de Inglaterra en conflicto con sus tíos.
- Batalla de Otterburn.

### Libro IV (1389-1400)
- Un festival en honor a Isabel de Baviera-Ingolstadt.
- Torneo en Smithfield, participando Ricardo II.
- Muerte de Gastón III de Foix-Bearne.
- La locura de Carlos VI.
- Ricardo II depuesto y ascensión al trono de Enrique IV.
- Batalla de Nicópolis.

|                                       |
| Ejecución de Hugo Despenser el Joven. |

|                        |
| Rebelión de Wat Tyler. |

|                                                |
| Ricardo II de Inglaterra junto a los rebeldes. |

|                  |
| Felipa de Henao. |

|                                                         |
| Felipe VI de Francia junto a Eduardo III de Inglaterra. |

## Significado de la obra
La obra de Froissart ha sido de vital importancia para entender los eventos del siglo XIV. Sin embargo, historiadores modernos reconocen que éstas crónicas contienen muchos inconvenientes: fechas erróneas, geografía mal ubicada, estimaciones inexactas de las bajas, y sesgos en favor de sus patronos. Froissart también omite información sobre la gente común y corriente de su tiempo. Sir Walter Scott remarca que el autor tuvo una "pequeña y malévola simpatía" por los "villanos patanes". Las Crónicas poseen aproximadamente un millón y medio de palabras. Algunas versiones más modernas de la obra se encuentran publicadas en la actualidad. Froissart es muchas veces repetitivo y cubre temas insignificantes. A pesar de ello, sus descripciones de las batallas son vivas y entretenidas, ofreciendo una gran cantidad de información. Enguerrand de Monstrelet continuó la crónica hasta el 1440.
El texto de las Crónicas de Froissart se encuentra preservado en más de 100 manuscritos, los cuales se encuentras ilustrados por una gran variedad de miniaturistas. Una de las copias mejor iluminadas fue comisionada por Louis de Gruuthuse, un noble flamenco, en la década de 1470. Los cuatro volúmenes de ésta copia contienen 112 miniaturas pintadas por los mejores artistas brujenses de la época. Entre ellos está Loyset Liédet, a quien se le atribuyen las miniaturas de los dos primeros volúmenes.